# Tusby

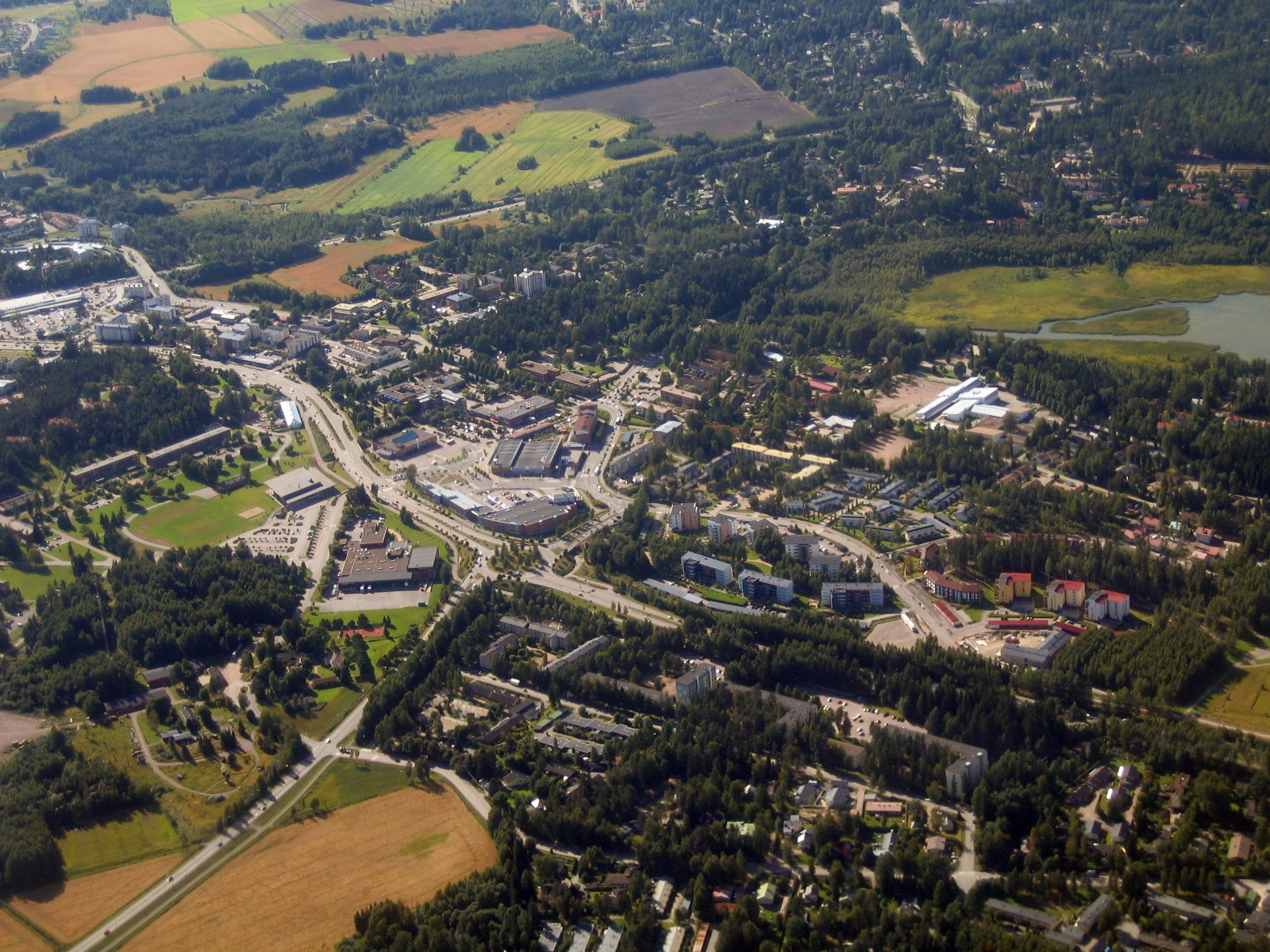
Centralorten Skavaböle i Tusby kommun (kallas även för Tusby centrum)

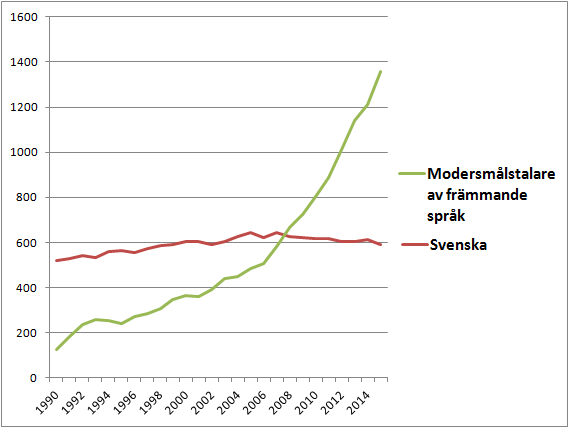
Utveckling av antalet modersmålstalare av svenska respektive främmande språk i Tusby kommun 1990-2015. År 2015 var även tre samsisktalande personer bosatta i kommunen. Källa: Statistikcentralen

Tusby (uttalas: [tʉ̟ːsbʏ]) (finska: Tuusula) är en kommun i landskapet Nyland i södra Finland.
Tusby kommun har cirka 39 718 invånare och en total yta på 225,46 km², varav 5,96 km² är täckt av vatten. Befolkningstätheten är 167,45 invånare per km². Kommunen gränsar i söder till Vanda, i väst till Nurmijärvi, i nordost till Träskända, Hyvinge och Sibbo och Kervo i öster. Kervo och Träskända har förr varit delar av Tusby. Kervo blev en självständig köping år 1924 och Träskända år 1951.
Tusby kommuns centralort är Skavaböle med cirka 6 919 invånare i kärncentrums statistikområde. Inom kommunen finns ytterligare två större tätorter, Jokela och Mariefors.
Tusby kommuns språkliga status är enspråkigt finsk, men var fram till och med 1943 tvåspråkig med finska som majoritetsspråk och svenska som minoritetsspråk. Alltjämt finns en svensk minoritet på ungefär 600 personer. Bland annat verkar i Klemetskog i kommunens södra del en svenskspråkig grundskola.
Hälsovården och räddningsväsendet i Tusby sköts av Mellersta Nylands välfärdsområde.

## Geografi
Tusby finns omkring sjön Tusby träsk. Endast norra delen av träsket finns i Träskända stad. Den andra största insjön i kommunen är sjön Rusutjärvi. I kommunen finns också Tusby å.

### Kommunikation
Från Tusbys centralort Skavaböle finns vägförbindelse till Helsingfors via motorvägen Tusbyleden. Busstrafik finns i flera riktningar. I kommunen finns två järnvägsstationer på den finska stambanan, i Jokela och Nuppulinna.

### Byar
Finby (fi. Lahela), Gammelby (fi. Vanhakylä), Gustavelund, Hemmingsbacka, Hyökkälä, Johannisberg, Kaukjärvi fjärding, Klemetskog (fi. Ruotsinkylä), Kvarnby (fi. Myllykylä), Landsvägsbyn (fi. Maantiekylä), Malmars, Nackskog (fi. Nahkela), Övjosby, Paijala, Riihikallio Ruskela, Rusutjärvi, Skavaböle (fi. Hyrylä), Skogsbyn (fi. Metsäkylä), Tomasby, Tusby kyrkby (fi. Tuusulan kirkonkylä).

## Skolor
Tusby kommun upprätthåller femton lågstadieskolor (årskurs 1-6), tre högstadieskolor (åk 7-9), två enhetliga grundskolor (åk 1-9), tre gymnasier och en sjukhusskola. En av lågstadieskolorna är svenskspråkig.

## Näringsliv
De goda trafikförbindelserna till alla väderstreck från orten har bidragit till att göra näringslivet expansivt. En företagspark (Focus) är under uppbyggnad[när?] strax norr om Helsingfors-Vanda flygplats. Dess totala areal omfattar cirka 10 km².
Sysselsatta efter näringsgren (2007)[källa behövs]
- Jordbruk – 189
- Tillverkning – 4 222
- Serviceverksamhet – 8 944
- Okänd – 206

Bland större arbetsgivare märks
- Finnfrost Oy
- Kellokosken sairaala, är ett psykiatriskt sjukhus i Mariefors.
- Lemminkäinen Oyj
- PaloDEx Group Oy
- Tusby församling.
- Steris Finn-Aqua
- Suomen Lehtiyhtymä Oy
- Teline-Rami Oy
- Tusby kommun

## Historia
Tusby blev en kapellförsamling under Sibbo församling år 1643. När Tusby kapellförsamling grundades blev också delar av Helsinge socken så som Skavaböle, och Nurmijärvi en del av Tusby. Tusby socken grundades år 1653, då den bröt sig ut ur Sibbo socken.
Mariefors Bruk grundades 1795 i Mariefors och produktionsenheten lades ner någon gång i början på 1980-talet. I Jokela grundades 1874 en tegelfabrik. Som mest fanns det fyra olika tegelfabriker i Jokela men de har nedlagts en efter en och den sista lades ned 1986.
Efter byggandet av järnvägen år 1862 växte byar och orter vid järnvägen. Konsekvensen var att Kervo bröt sig ut av Tusby år 1923 och Träskända år 1951. År 1954 blev Korso helt och hållet en del av Helsinge. Tidigare hade orten varit delvist i Tusby, Helsinge och Kervo.
Efter Fortsättningskriget evakuerades folk från Terijoki och Viborgs landskommun till Tusby.
På 1850-talet grundades en rysk garnison i Skavaböle. Grundandet av garnisonen tillsammans med läge nära huvudstaden påverkade till områdets utveckling till en kommuncentrum. Bostadsmässan har ordnats tre gånger nära Skavaböle; år 1970 i Finby, år 2000 i Nummenharju och i Regementsparken år 2020.
Den 7 november 2007 sköt en 18-årig man ihjäl åtta personer på Jokela skola i Tusby.

## Befolkningsutveckling
| Befolkningsutvecklingen i Tusby kommun 1975–2020                                                             | Befolkningsutvecklingen i Tusby kommun 1975–2020 | Befolkningsutvecklingen i Tusby kommun 1975–2020 | Befolkningsutvecklingen i Tusby kommun 1975–2020 | Befolkningsutvecklingen i Tusby kommun 1975–2020 |
| --- | ------------------------------------------------ | ------------------------------------------------ | ------------------------------------------------ | ------------------------------------------------ |
| |                                                  |                                                  |                                                  |                                                  |
| År |                                                  |                                                  | Folkmängd                                        |                                                  |
| 1975 | 1975                                             |                                                  | 21 357                                           |                                                  |
| 1980 | 1980                                             |                                                  | 22 412                                           |                                                  |
| 1985 | 1985                                             |                                                  | 25 222                                           |                                                  |
| 1990 | 1990                                             |                                                  | 27 328                                           |                                                  |
| 1995 | 1995                                             |                                                  | 28 791                                           |                                                  |
| 2000 | 2000                                             |                                                  | 31 957                                           |                                                  |
| 2005 | 2005                                             |                                                  | 34 890                                           |                                                  |
| 2010 | 2010                                             |                                                  | 37 214                                           |                                                  |
| 2015 | 2015                                             |                                                  | 38 459                                           |                                                  |
| 2020 | 2020                                             |                                                  | 38 783                                           |                                                  |
| Anm: Uppgifterna avser förhållandena den 31 december nämnda år enligt områdesindelningen den 1 januari 2022. |                                                  |                                                  |                                                  |                                                  |

## Kultur
Tusby är ett ledande centrum för modern konst i Mellersta Nyland. I Tusby finns flera konstnärsateljéer och konstnärsbostäder från den finländska konstens guldålder så som Halosenniemi. Kommunen har också en värdefull samling av gulålderns konst samt med också Martta Wendelins konst. Konstnärskolonin vid Tusby träsk har påverkat mycket i kulturlivet i Tusby.
År 2008 fick Tusby en av Finlands mest betydelsefulla samlingar av samtidskonst från Kervo stad. Tillsammans 1 300 konstverk från Kervo konstmuseets före detta direktrör Aune Laaksonens konststiftelse fick ett permanent utställningsrum från Skavaböle.

### Museer
Det finns flera olika museer i Tusby.
I Luftvärnsmuseums basutställning visas vapenslagets ursprung och utveckling. Utomhus visas eldställning för luftvärnsrobot-79 batteri, systemets målsökningsradar och robotarsenal.
Precis mittemot Luftvärnsmuseet ligger Klaavola museum, där man kan kika in i vardagen på en nyländsk släktgård. Huvudbyggnaden på Klaavola som är cirka tvåhundra år gammal visar upp rum från 1900-talets första decennier. Gårdsområdets bodar, fordonsskjul och bastu kompletterar bilden.
Tusbys arbetarhemsmuseum visar en gammal skomakarverkstad och ett timmermanshem från 1900-talets början i kyrkvaktmästarens före detta hus mittemot Tusby kyrka. Förutom basutställningen även temautställningar med anknytning till Tusbys hantverkartradition och exempel på sysslor från tjärbränning till bysmedens vardagsbestyr.
Ett viktigt nationellt minnesmärke, där Finland nationalskald Aleksis Kivi spenderade sina sista månader i livet är Aleksis Kivis dödstuga Syvälahti. Aleksis Kivis dödstuga påminner genom sin blotta närvaro om hur Tusby strandväg såg ut innan den berömda villabebyggelsen och uppkomsten av konstnärskolonin. Från parkeringsplatsen är det nära till vackra Fjällbo parkområde.
Diktare J. H. Erkkos (1849–1906) konstnärshem Erkkola färdigställd 1902. Museets verksamhet fokuserar på litteratur, musik, bildkonst och teater. I Erkkola anordnas J. H. Klubi och Muusa-Klubi -kvällar, konserter, föreläsningar och teaterföreställningar. Även små utställningar visas.
Syväranta Lottamuseum var från början en lyxig villa. På 1920-talet fungerade byggnaden som ett pensionat och från mitten av 1930-talet utbildningscentrum för Lotta Svärd-organisationen. 1947 förstördes villan i en brand. I det på nytt uppbyggda Syväranta huserar nu Lottamuseet. Museets utställningar skildrar Lotta Svärd -organisationens historia och lottornas verksamhet under freds- och krigstid.

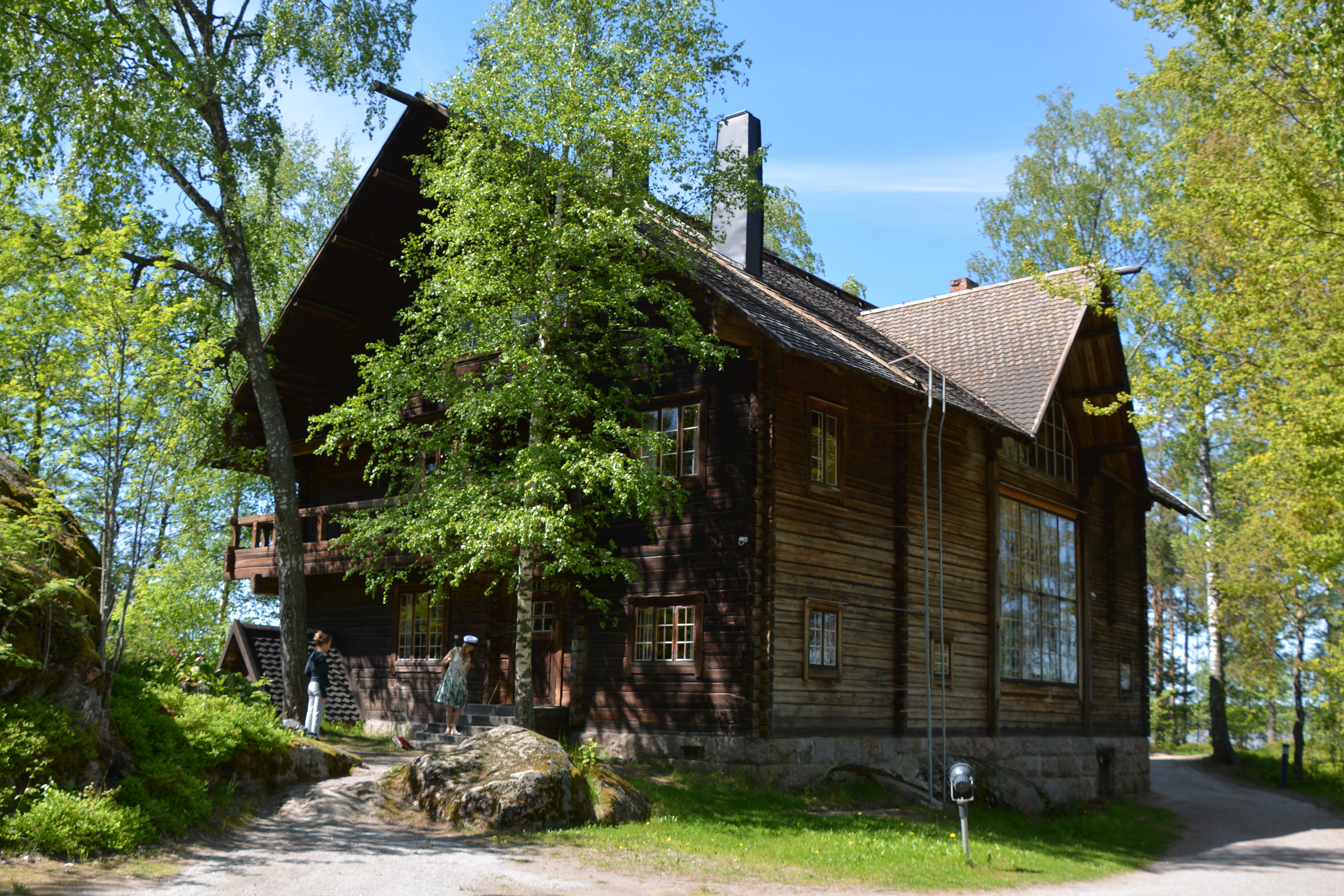
Halosenniemi

Halosenniemi är konstnär Pekka Halonens nationalromantiska ödemarksateljé av timmer som färdigställdes 1902 vid stranden av Tusby träsk. Halosenniemi fungerar numera som ett konstmuseum och har restaurerats till sitt ursprungliga skick. På museet anordnas Pekka Halonens och andra konstnärers utställningar. Huset arrangerar även konserter och föredrag.

### Övriga sevärdheter
- Tusby Strandväg
- Ainola, kompositören Jean Sibelius hem
- Kasarmi konstcentrum i Skavaböle. Här huserar både ett konstmuseum för nutidskonst och ett illustrationskonstmuseum.
- Tusby konstmuseum
- Tusby bilmuseum
- Tusby kyrka, en korskyrka från 1734

### Biblioteket
Tusby kommunbibliotek betjänar tusbybor i Tusby huvudbibliotek i Skavaböle. Förutom Skavaböle finns det bibliotek också i Jokela och Mariefors. Biblioteksbussen Kirre kör också runt kommunen.

### Media
Den finskspråkiga lokaltidningen Keski-Uusimaa delas ut i Tusby, Träskända och Kervo.

## Politik

### Mandatfördelning i Tusby kommun, valen 1976–2025
| 8 | 14 | 4 | 3 |  | 2 | 11 |

| 7 | 13 | 5 | 2 |  | 2 | 13 |

| 3 | 14 | 2 | 6 | 2 |  | 2 | 13 |

| 4 | 14 | 2 | 6 | 3 |  | 13 |

| 4 | 14 | 4 | 9 | 2 |  |  | 8 |

| 3 | 13 | 3 | 9 | 2 |  |  | 11 |

|  | 14 | 3 | 7 | 6 |  |  | 17 |

|  | 13 |  | 14 | 5 |  |  | 14 |

| 32 | 19 |

|  | 12 |  | 11 |  | 4 |  | 4 | 16 |

| 28 | 23 |

|  | 11 |  | 12 | 4 | 4 |  |  | 15 |

| 28 | 23 |

|  | 13 | 3 | 11 | 3 | 5 |  |  | 12 |

| 25 | 26 |

|  | 8 | 3 | 11 | 8 | 4 |  |  | 14 |

| 25 | 26 |

|  | 10 | 3 | 14 | 4 | 3 |  |  | 14 |

## Religion

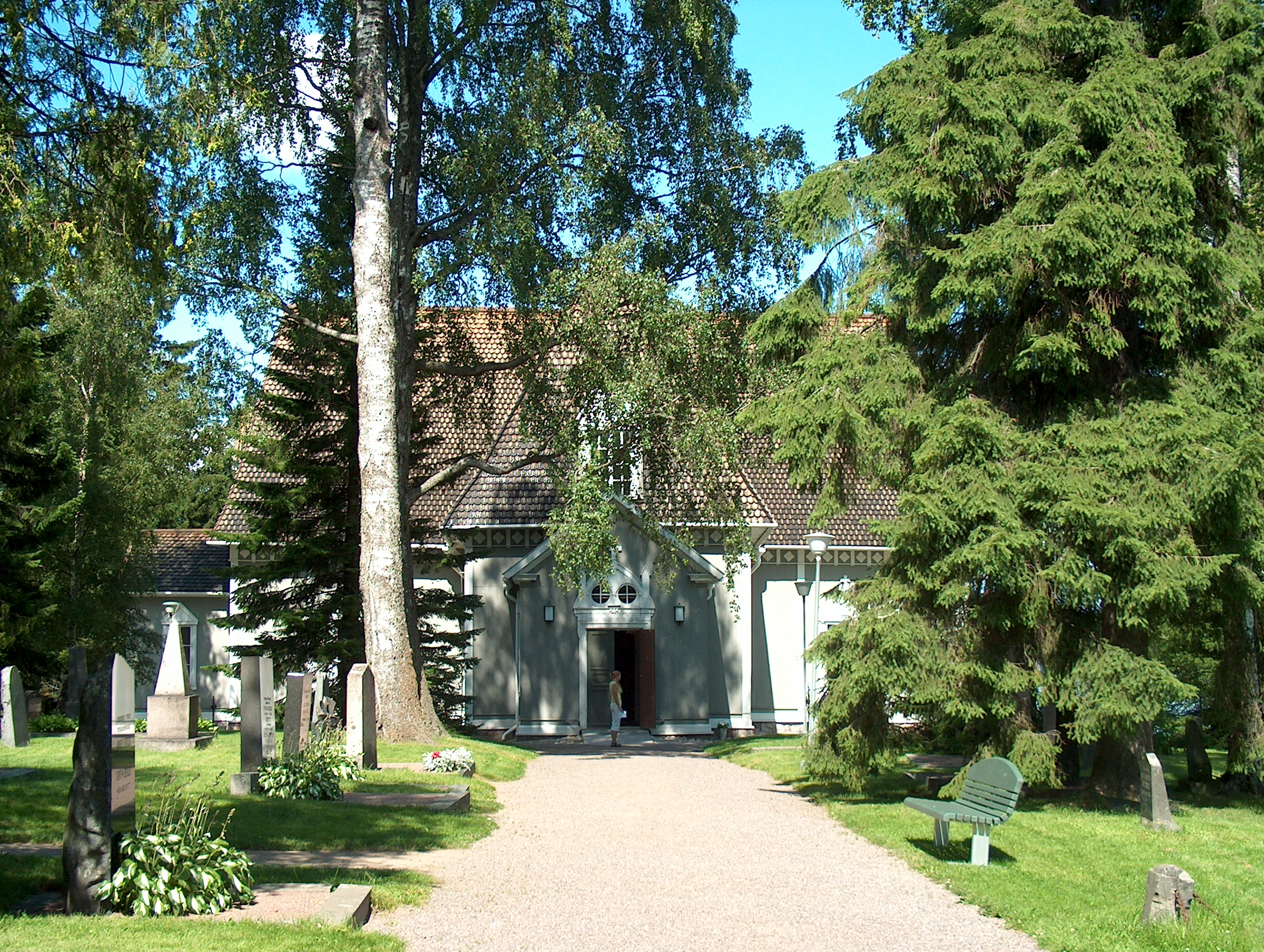
Tusby kyrka

Den största församlingen i Tusby år 2018 var Tusby församling som tillhör Evangelisk-lutherska kyrkan i Finland. Även Helsingfors ortodoxa församling och Finlands pingstkyrka har verksamhet i kommunen.

## Vänorter
Tusby har sju vänorter:
- Augustów, Polen
- Hvidovre kommun Danmark
- Landkreis Celle, Tyskland
- Oppegårds kommun, Norge
- Sollentuna kommun, Sverige
- Vidnoje, Ryssland
- Vinni, Estland

## Kända personer från Tusby
- Teemu Laakso, ishockeyspelare
- Marita Nordberg, skådespelare
- Ville Räikkönen, skidskytt
- Sini Sabotage, rapartist
- Erkki Tuomioja, riksdagsman (tidigare Finlands utrikesminister).
- Tauno Valo, politiker och företagare, kommerseråd, riksdagsledamot 1979– 1991.
- Eija Vilpas, skådespelare